# Ритозной
Ритозной (словен. Ritoznoj) — поселення в общині Словенська Бистриця, Подравський регіон‎, Словенія.